# Hans-Otto Hofmann
Hans-Otto Hofmann (* 29. September 1893 in Brüchs, Stadtteil von Fladungen im Landkreis Rhön-Grabfeld; † 4. Februar 1953) war ein deutscher Verwaltungsjurist und Leiter der Außenstelle München des Reichsrechnungshofs.

## Leben
Hans-Otto Hofmann studierte nach dem Abitur Rechtswissenschaften an der Julius-Maximilians-Universität Würzburg. Er war Mitglied der katholischen Studentenverbindung KStV Normannia Würzburg im KV. Er musste an den Kriegshandlungen 1914/1918 teilnehmen und schloss sich später dem Freikorps Würzburg an. Die vereinigten Freikorps bereiteten Ende April/Anfang Mai 1919 der Münchner Räterepublik ein Ende. Im selben Jahr machte er seine erste juristische Staatsprüfung, absolvierte den dreijährigen Vorbereitungsdienst (Referendariat) und beendete das Studium im Jahre 1921 mit dem Großen juristischen Staatsexamen. 1920 promovierte Hofmann in Würzburg zum Dr. jur. et Dr. rer. pol. Bei der Regierung von Mittelfranken erhielt er eine Anstellung als Regierungsassessor und wurde 1925 Bezirksamtmann in Königshofen. 1928 wechselte er vorübergehend zum Reichsversicherungsamt und kam noch im selben Jahr zum Bezirksamt Fürstenfeldbruck, wo er zudem noch als Lehrgangsleiter an der Bayerischen Gendarmerie-Polizeischule fungierte.
1931 wurde er zum Regierungsrat ernannt und kam zum Staatsministerium der Finanzen. Er wurde dort Oberregierungsrat und wechselte zum 1. Juni 1939 zur Außenabteilung München des Reichsrechnungshofs. Zum Ministerialrat ernannt, musste er Kriegsdienst leisten. Er kam zu seiner Dienststelle zurück und wurde Leiter der Rechnungshof-Außenstelle. Krankheitsbedingt wurde er von Friedrich Cammerer vertreten. Am 1. Mai 1945 verhafteten ihn amerikanische Besatzungssoldaten und enthoben ihn am 10. Mai seiner Ämter. Nach der Internierung bis zum 30. Juni 1946 wurde er im Entnazifizierungsverfahren von der Spruchkammer München als entlastet eingestuft, sodass er wieder eine Tätigkeit in der öffentlichen Verwaltung aufnehmen und ins Finanzministerium zurückkehren konnte. 1949 war Hofmann als Leiter der bayerischen Vertretung in Bonn im Gespräch. Zum 1. August 1952 musste er wegen Dienstunfähigkeit vorzeitig in den Ruhestand geben. 
In den Jahren von 1923 bis 1933 war Hofmann Mitglied der Bayerischen Volkspartei. 1925 wurde er Mitglied der  Reichsflagge Schwarz-Weiß-Rot und in den Jahren von 1925 bis 1928 bei der Schwarzen Reichswehr. Als Mitglied des Stahlhelm wurde Hofmann in die SA übergeleitet und war dort von 1935 bis 1939 Scharführer. Zum 1. Mai 1937 trat er der NSDAP bei (Mitgliedsnummer 4.692.715).